# Rhinolophus creaghi
Rhinolophus creaghi là một loài động vật có vú trong họ Dơi lá mũi, bộ Dơi. Loài này được Thomas mô tả năm 1896.